# Margini del cuore
I margini del cuore sono riconosciuti in numero di tre: destro, superiore sinistro e inferiore sinistro.
I margini sinistri (nell'insieme detti "margine ottuso") in realtà sono molto sfumati e si continuano con la faccia sternocostale in alto e avanti e con la faccia diaframmatica in basso e indietro. 
Il margine destro ("margine acuto"), piuttosto tagliente e sottile, si trova al congiungimento delle facce sternocostale e diaframmatica. La sua conformazione non è rettilinea, ma presenta una leggera sinuosità con concavità rivolta verso il diaframma. La sua estremità anteriore corrisponde all'apice del cuore e quella posteriore al punto di sbocco nel cuore della vena cava inferiore. Il margine destro è appoggiato al diaframma per quasi tutta la sua estensione.